# Cantonul Graçay
Cantonul Graçay este un canton din arondismentul Vierzon, departamentul Cher, regiunea Centru, Franța.

## Comune
| Comune                    | Populație (1999) | Cod poștal | Cod INSEE |
| ------------------------- | ---------------- | ---------- | --------- |
| Dampierre-en-Graçay       | 225              | 18310      | 18085     |
| Genouilly                 | 755              | 18310      | 18100     |
| Graçay                    | 1 562            | 18310      | 18103     |
| Nohant-en-Graçay          | 306              | 18310      | 18167     |
| Saint-Georges-sur-la-Prée | 601              | 18100      | 18210     |
| Saint-Outrille            | 203              | 18310      | 18228     |